# Hyaliene cel

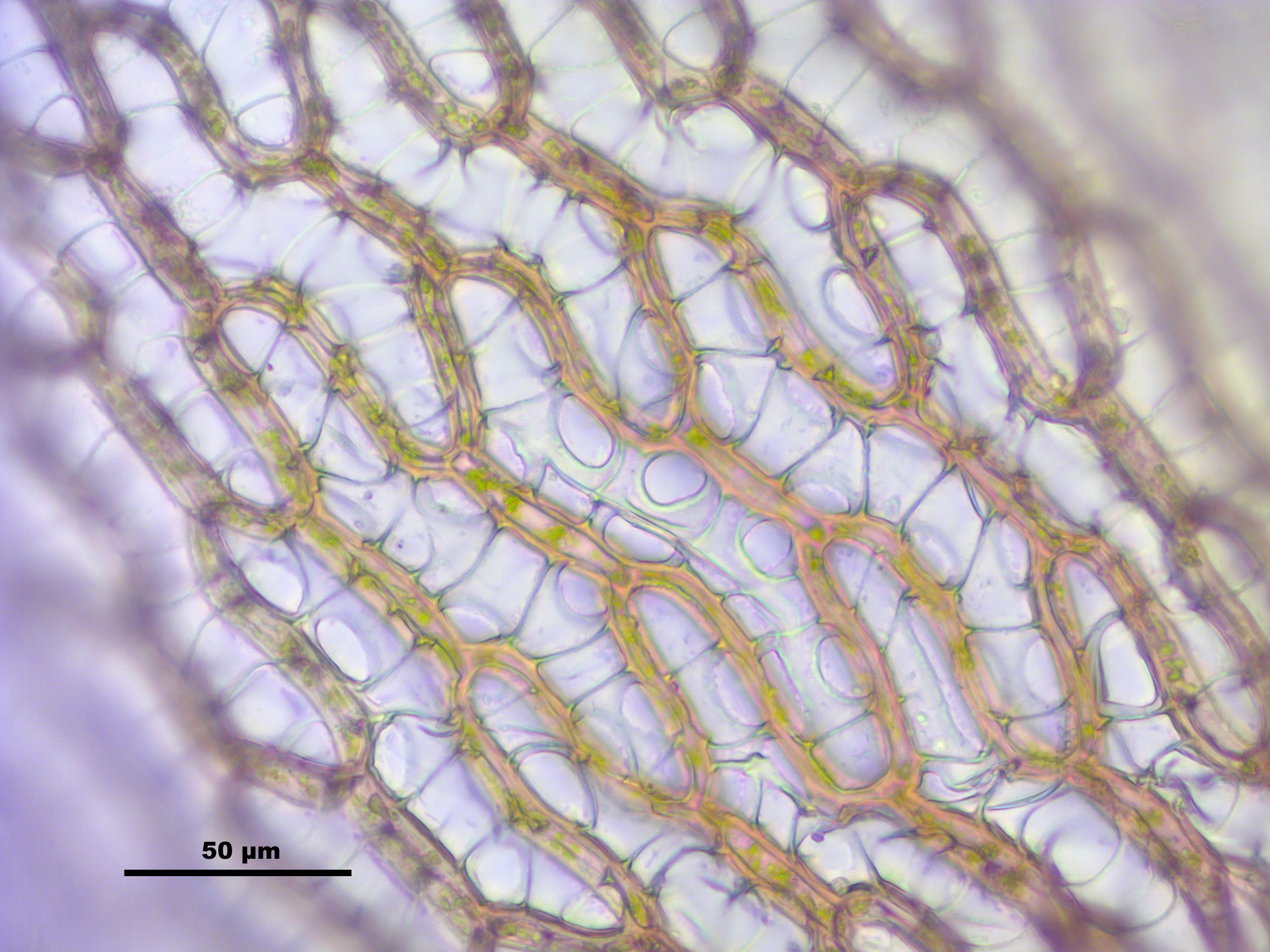
Blad van een veenmossoort met groene cellen en hyaliene cellen met poren en verdikkingslijsten.

Een hyaliene cel is een kleurloze doorzichtige cel. De term hyalien komt uit het Grieks (Gr. hualos glas, hualinos glazen, Lat. hyalinus van glas) en verwijst naar de bij microscopische vergroting doorzichtige (glasachtige) celwand. 
De hyaliene cellen in de bladeren en de stengel van veenmossen hebben geen celinhoud, maar bevatten voornamelijk water met opgeloste stoffen. De cellen zorgen voor het absorberende vermogen van de plant. De hyaliene cellen hebben vaak verdikkingslijsten en poriën en staan via deze in verbinding met de omgeving. Ze kunnen water met opgeloste stoffen bevatten en kunnen op deze manier als waterreservoir dienen en de rol van wortels overnemen. Veenmos heeft soms een lichtgroene tot vrijwel witte kleur doordat de hyaliene cellen het water hebben verloren en ze met lucht gevuld zijn, waardoor de planten het zonlicht goed kunnen weerkaatsen. 

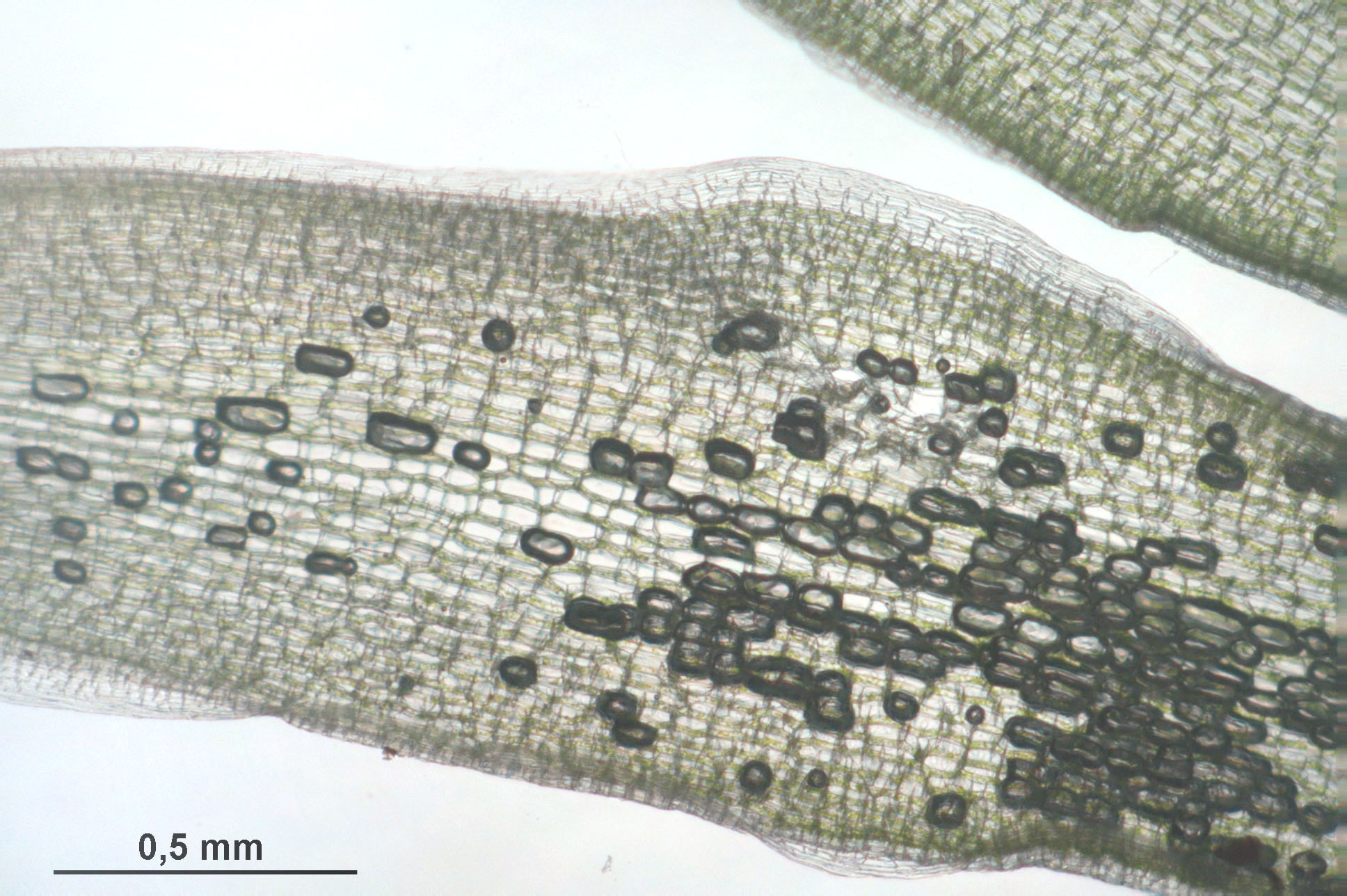
Blad van kussentjesmos met zeer brede bladnerf.

Ook bij andere mossen komen hyaliene cellen voor, zoals bij bleek blauwgroene kussentjesmos (Leucobryum glaucum), waar de wetenschappelijke naam verband houdt met de bij droogte witachtige kleur van het mos.